# Prostitución en Jordania
La prostitución en Jordania es ilegal pero se practica de forma recurrente. Las autoridades generalmente hacen la vista gorda hacia el tema. La prostitución ocurre principalmente en las ciudades más grandes y alrededor de los campamentos de refugiados. Esta se realiza en burdeles, restaurantes, clubes nocturnos y en las calles. Las prostitutas son principalmente de Rusia, Ucrania, Filipinas, Marruecos, Túnez, Siria, Irak y Palestina, y desde luego, por algunos jordanos.
En la capital, Amán,  hay una zona roja en el barrio de Jubaiha (al-jubaiha:الجبيهة). Una de las principales calles de Jubeiha ha sido comúnmente llamada "Calle Tallaini", que significa "calle recogeme". Los residentes locales han intentado detener la prostitución en el área.
En 2007, en un intento de limitar el número de prostitutas en Jordania, el Ministerio del Interior anunció un plan de visa especial para mujeres de entre 17 y 40 años, que viajan solas desde Ucrania, Estonia, Rusia, Rumanía, Bulgaria, Moldavia, Túnez, Argelia, Marruecos, Bielorrusia, Uzbekistán y Armenia. Sin embargo, las protestas desde la industria turísticas dieron paso a que el plan fuese retirado.
Jordania es conocida por su turismo sexual dentro de Oriente Medio. Se han reportado casos de turismo sexual femenino con hombres beduinos en lugares turísticos del desierto de Jordania.
También se ha reportado que se practica la prostitución en campo de refugiados sirios, incluyendo el gran campamento de refugiados de Zaatari.

## Tráfico sexual
Jordania es fuente y destino para adultos y niños sometidos al tráfico sexual. Estas víctimas provienen principalmente de Asia del Sur y el Sudeste Asiático, África Oriental, Egipto, y Siria. Los refugiados sirios en Jordania continúan siendo una población muy vulnerable ante el tráfico. Se reportado casos de mujeres y niñas refugiadas sirias siendo vendidas a matrimonios forzados o ''temporales'' entre jordanos y hombres del Golfo Pérsico, con el fin de someterlas a relaciones sexuales forzadas. Por ejemplo, en 2016 el gobierno informó sobre un caso que involucraba 3 niñas sirias y una mujer siria que fueron forzadas por su padre a contraer matrimonios temporales—para el propósito de explotación sexual—con un hombre proveniente de Arabia Saudita. Las mujeres sirias, libanesas, norteafricanas, y europeas orientales son obligadas a prostituirse después de migrar hacia Jordania, para trabajar en restaurantes y clubes nocturnos; también se han forzado a algunas mujeres jordanas a prostituirse en clubes nocturnos. Según lo informado por una ONG en 2016, algunas mujeres egipcias han sido forzadas a prostituirse por sus propios esposos jordanos. También se ha reportado a trabajadoras domésticas provenientes desde Indonesia, las Filipinas, Bangladés, y Sri Lanka, se vieron forzadas a prostituirse después de huir de sus empleadores.
La ley contra la trata de personas tipifica como delito todas las formas de tráfico sexual y laboral. Las condenas por tráfico sexual y trabajos forzados son un mínimo de 6 meses de cárcel y/o una multa que varía entre los 1 000 y 5 000 dinares jordanos ($1 410-$7 060 dólares).
La Oficina de Monitoreo y Combate al Tráfico de Personas del Departamento de Estado de los Estados Unidos clasificó a Jordania como un país de 'Nivel 2'.